# Baredi
Baredi este o localitate din comuna Izola, Slovenia, cu o populație de 88 de locuitori.